# 시어도어 루스벨트
시어도어 루스벨트 주니어(영어: Theodore Roosevelt. Jr., 문화어: 시어도 루즈벨트, 1858년 10월 27일 ~ 1919년 1월 6일)는 미국의 정치인이자 작가, 수렵가이다. 26번째 대통령(1901년-1909년), 25번째 부통령(1901년)이다. 별칭은 테디(Teddy)이고, 테오도어, 테오도르 루스벨트라고도 부른다.
내정 면에서는 혁신주의를 내걸고 소수 기업의 독과점 철폐, 철도 운영의 국가 통제, 재벌과 노조 간 중재 및 국가의 적극 개입, 노동자 보호 입법과 동시에 폭력적 노조에 대한 강력 대응, 자원보존 등의 정책을 펼쳤으며, 대기업과 노동조합 사이의 장기간 갈등을 종식시키고 바로 대통령 및 연방정부의 권한을 강화하여 기업과 노조를 동시에 통제하는 정책을 추진했다. 외교적으론 간섭주의 및 제국주의 노선을 고수했으며, 베네수엘라 문제, 카리브해 문제에 개입하는 등, 남아메리카의 여러 정부에 압력을 넣기도 했다. 1904년부터 파나마 운하 건설을 추진하였다.
아시아 문제에 개입하기도 하였는데 대체로 일본의 편을 들어주었다. 1905년에 가쓰라-태프트 밀약을 체결하여 일제의 한반도 강점을 가속화 시킨 장본인이기도 하다. 1906년, 현직 대통령으로는 최초로 노벨 평화상을 받았는데, 이는 모로코 문제 중재와 러일전쟁을 종식시킨 것에 기여한 공로를 인정받은 것이었다. 프랭클린 D. 루스벨트의 부인이었던 엘리너 루스벨트의 삼촌이었다.

## 생애

### 어린 시절

시어도어 루스벨트가 11살 때 모습

#### 출생
1858년 10월 27일 미국 뉴욕주 뉴욕의 변호사로 같은 이름이었던 시어도어 루스벨트 시니어(Theodore Roosevelt, Sr. 1831–1878)와 마사 불럭(Martha Bulloch, 1835 - 1884)의 장남으로 태어났다. 그는 부유한 명문 가문 출신이었다. 그의 조상은 네덜란드에서 건너온 뉴암스테르담의 지주 클라에스 판 로센펠트(Klaes van Rosenvelt)였다. 시어도어의 12촌(fifth cousin) 프랭클린은 세간에 숙부, 조카 사이로 알려져 있으나, 클라에스 판 로세펠트의 아들 니콜러스 루스벨트가 시어도어와 프랭클린의 6대조 할아버지가 되기 때문에 시어도어와 프랭클린은 24세의 나이차가 있으나 먼 친척 형제뻘이다.
시어도어의 5대조 요한 루스벨트는 공화당 당원이었지만 그의 형제였던 프랭클린의 5대조 야곱 루스벨트와 그의 후손들은 대대손손 민주당원이었다. 그러나 친척간에 정치 견해로 싸우는 일은 없었고 오히려 프랭클린의 아버지 제임스 루스벨트는 시어도어가 주최한 만찬에 참석했다가 세라 델러노를 만나 재혼하기도 했다.
어머니 마사는 프랑스의 칼뱅주의 개신교 신자인 위그노(프랑스 개혁교회)였으며, 스코틀랜드인과 프랑스인, 아일랜드인의 피가 섞인 혼혈인 여성으로 조지아주 출신이었다. 뉴욕주 출신 시어도어 시니어를 만나 뉴욕주로 건너왔다. 시어도어에게는 여러 형제가 있었는데 위로 누나인 안나와 남동생 엘리엇, 여동생 코린 등이 성인이 될 때까지 살아남았다. 그러나 남동생 엘리엇 루스벨트는 1894년 34세의 나이에 사망하여 시어도어는 남동생의 자녀들까지 떠맡아서 양육해야 했다. 이 중 조카딸 엘리너 루스벨트는 후일 32대 대통령 프랭클린의 아내가 되는 이이다.

#### 청소년기 시절

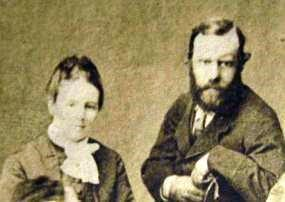
어머니 마사 불럭과 아버지 시어도어 시니어

어릴 때 몸이 약했던 루스벨트는 간질과 발작, 폐렴, 천식 등 잔병치레가 심하였다. 아버지 시어도어 시니어는 병약한 아들이 발작을 하면 이내 데리고 함께 마라톤도 하고, 아들을 마차에 싣고 직접 말을 몰아 마을을 한바퀴 돌기도 했다. 그는 평생 운동을 통하여 강인한 체력을 길렀고 평생 정력적인 활동을 계속했다. 그는 자연과 인간에 대해서 끊임없이 도전했으며 이와 같은 에너지를 공직생활에도 불어넣었다.
어려서부터의 운동 덕택에 그의 간질과 발작, 폐렴, 천식 등은 서서히 사라졌고 근육과 복근을 갖게 되었다. 한편 역시 몸이 약했던 아버지 시어도어 시니어는 그가 컬럼비아 로스쿨에 재학할 무렵 47세의 나이로 사망한다. 아버지는 그에게 늘 편지를 썼고, 임종 직전의 한 편지에서는 '내가 너를 만나서 아버지가 되었던 것이 얼마나 큰 행복이었는지 모른단다.'라는 말을 남기기도 했다. 위그노 교도인 어머니의 영향을 받은 그는 독실한 기독교 신자가 되었고, 늘 기도하였다. 또한 그는 어린 시절 발작을 앓는 자신을 포기하지 않고 남달리 각별히 신경썼던 아버지에게 편지를 쓰며 '아버지라면 어떻게 하셨겠습니까?'라고 되물었다곤 한다.
가정교사로부터 배우고 지역의 고등학교를 거쳐 하버드 대학교으로 진학하였다.

#### 대학 재학 시절

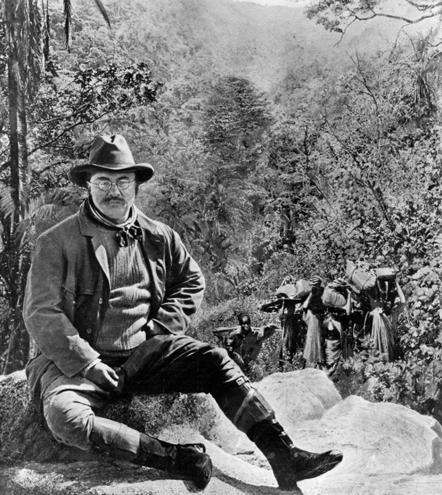
사냥 도중

하버드 재학 시절 그는 대학의 럭비 등 운동부 선수로도 활동했다. 1880년 3월 26일 하버드 대학교에서는 졸업생들의 건강을 검진해 주는 행사가 있었다. 이때 하버드 대학 부속병원의 의사는 그에게 심장이 약하다는 진단을 했다. “앞으로 주의해야 하네. 격한 운동은 안 되고, 심한 스트레스나 격무가 따르는 직업도 가져서는 안 된다네. 물론 술이나 담배도 곤란하지. 늘 조심조심 살지 않으면 장수하기 어려울 테니, 명심하게나.” 그러나 그 청년은 의사의 충고에 대해 싱긋 웃으며 가슴을 내밀고 이렇게 말했다고 한다. 그는 '말씀은 고맙습니다만 저는 절대로 조심조심 살 생각이 없습니다! 그런 식으로 무의미하게 장수해서 뭐합니까? 죽을 때 후회가 없도록, 하고 싶은 일을 하나도 빼지 않고 다 할 겁니다. 그러다 죽으면 죽는 거죠, 뭐!'라고 대응하여 주변을 놀라게 했다. 그는 늘 '할 만큼 해 보다가, 안 되면 안 되는 거지, 뭐!'라고 했다. 다만, 안 되더라도 끝까지 해야 된다는 것이 그의 지론이었다.
병약한 몸을 스포츠로써 연마하면서 1880년 하버드 대학을 마그나 쿰 라우데 급의 우수한 성적으로 졸업하고 컬럼비아 로스쿨에 진학했지만 곧 법률 공부 보다는 역사와 정치에 매료되어 도중에 중퇴했다. (나중에 컬럼비아 로스쿨은 그에게 사후 법무박사(J.D.) 학위를 수여했다.)
컬럼비아 로스쿨 1학년 재학 중 보스턴 출신의 앨리스 해서웨이 리와 만나 사귀다가 그 해, 결혼했다. 1884년 첫 부인 앨리스 해서웨이가 사망하고 한참 시간이 흐른 뒤 시어도어는 에디스 커밋 캐로와 재혼했고 뉴욕주 롱아일랜드 오이스터 만에 정착하여 계속 같이 살았다.

### 대통령 취임 이전

#### 정치활동 초반

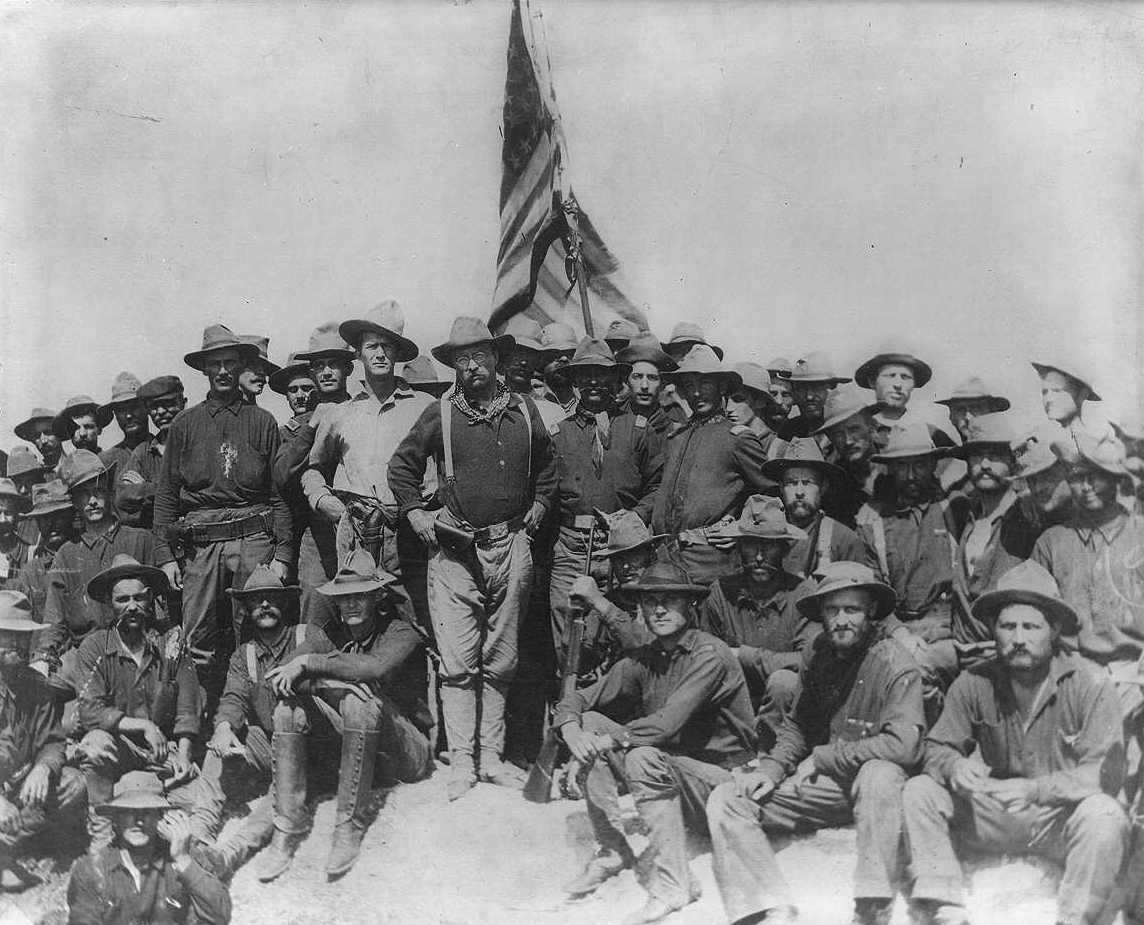
미국-에스파냐 전쟁에서

1882년 24세의 젊은 나이에 뉴욕주 하원 의원이 된 뒤 이내 공화당의 중진 정치인으로 부각되었고 타락한 파벌정치에 저항하고 소신있는 행동으로 명성을 얻게 되었다. 그러나 당내 주요 인사들의 복지부동을 공격하여 동시에 공화당 당내에 많은 적을 만들어내기도 했다. 어머니와 아내의 연이은 죽음으로 일시적으로 시골에 내려가 그는 1887년 다코타 준주(準州)에서 집안 목장을 경영하며 마음을 가다듬었다. 1884년 그의 어머니와 첫 번째 아내 앨리스 해서웨이 리가 연속으로 사망하자, 정신적 타격을 입고 정계를 은퇴하려 했으나 1889년 소수의 친구들의 만류로 다시 정치 활동을 재개하였다.
37세인 1895년 당시 대통령인 그로버 클리블랜드에 의해서 공화당 소속 인사임에도 뉴욕주 경찰청장에 임명되었으며, 뉴욕주 인사위원회 위원과 주 경찰청장으로 지내면서 개혁운동을 재개했다. 특히 1895년 뉴욕주 경찰청장으로 정치인의 부패를 적발, 성역을 가리지 않고 처벌, 숙청하여 명성을 얻었다. 1895년 선거에 당선된 윌리엄 매킨리 대통령 취임 초에는 미국 국방부 해군담당 차관보로 발탁되었다. 이오 매킨리 정부 초 미국-에스파냐 전쟁이 일어나자, 시어도어는 스페인과의 전쟁을 강력히 주장했다.

#### 스페인 전쟁과 뉴욕 주지사 시절

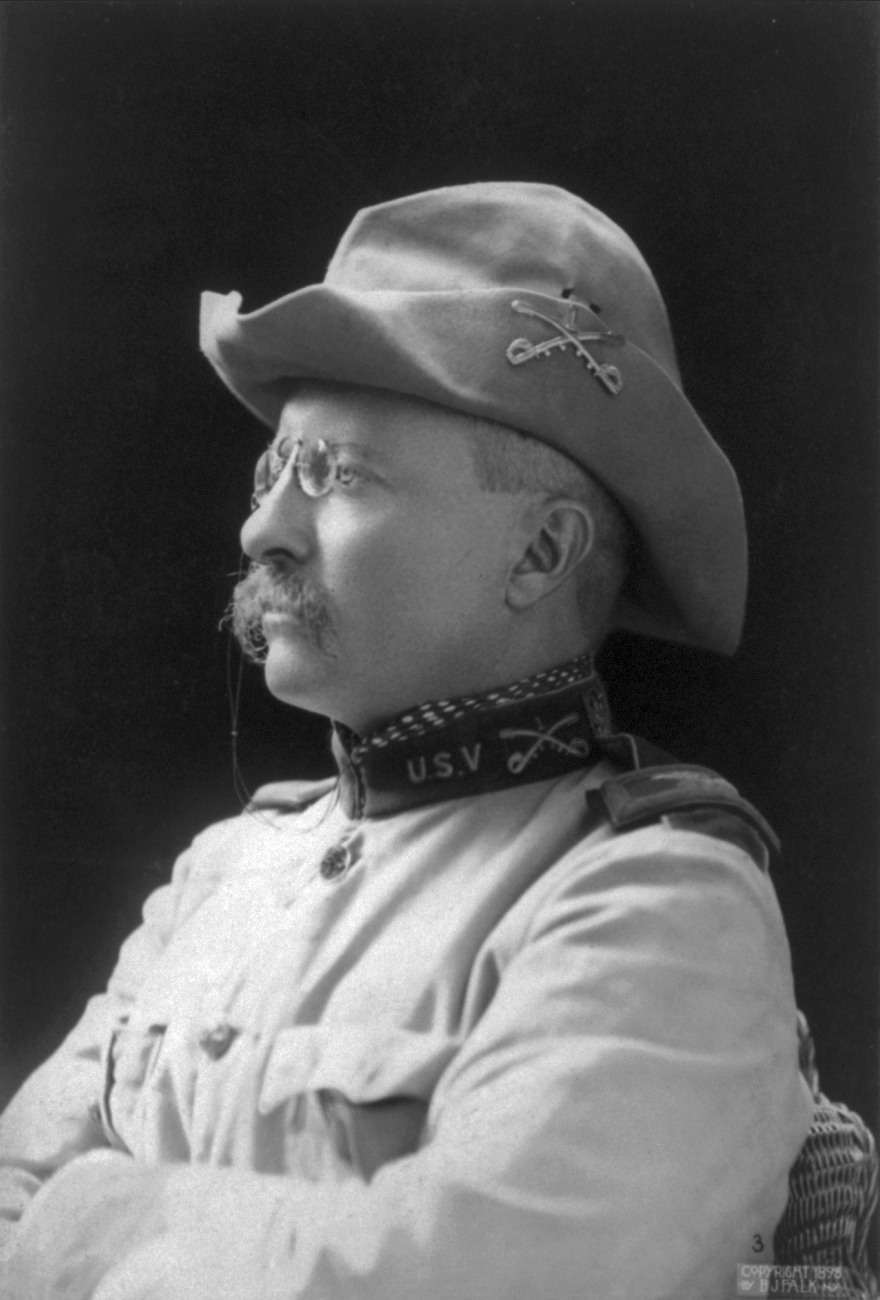
러프라이더 부대의 지휘관 시절

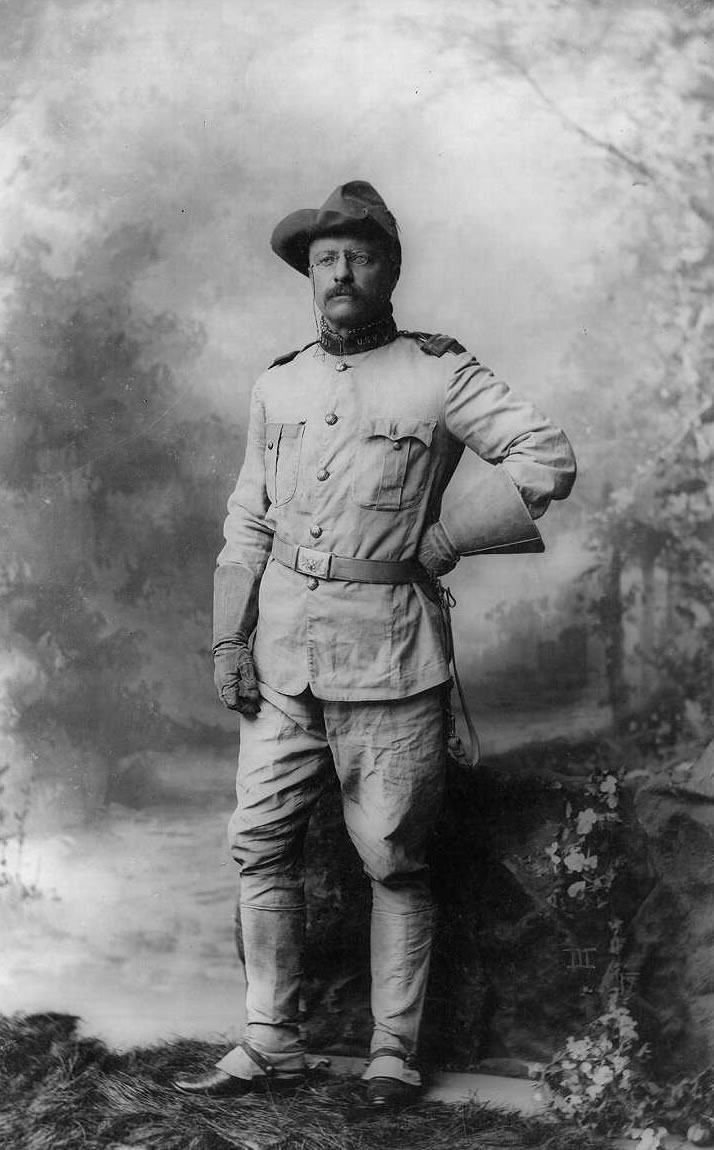
1898년 러프라이더 연대 지휘할 무렵

1898년 전쟁이 선포되자 돌연 국방부 해군담당 차관보 직을 사퇴하여 '러프라이더 연대'(Rough Rider)라는 별명을 가진 민병대 제1의용기병대를 조직했다. 곧 민병대를 이끌고 쿠바로 건너가 케틀힐 전투에서 대승을 거두었다. 이어 미군 내부의 형식주의와 명령까지 무시하면서 독자적으로 산티아고 전투를 수행, 이때 스페인과 쿠바인 연합군을 크게 격파하여 대승으로 이끌고 국민적 영웅으로 칭송받았다. 다른 상류층 인사들은 자신의 아들들을 전쟁터로 내보내지 않으려고 했지만 그는 전쟁터에 아들과 함께 출전하여 그의 아들은 전사하기까지 했다. 이는 당시 정치에 불신이 깊던 미국 국민들에게 큰 감명을 주었다.
1898년에는 특별히 미 육군 대령으로 임관되었고 귀환한 다음에는 예편하였다. 시어도어가 전장에서 귀환할 무렵 공화당의 뉴욕주 지구당 지도자인 토머스 C. 플랫은 계속되는 정치불신에 대하여 존경받을 만한 주지사 후보를 물색중이었다. 플랫은 당 간부들을 수시로 공격하고 마찰을 일으키던 시어도어의 성격이나 태도를 혐오하였고 내심 불신하였지만 시어도어에게 당 간부들을 공격하지 않겠다는 약속을 받아내고 주지사 후보로 공천하였다. 그해 12월 시어도어는 뉴욕주지사에 출마, 당선되었다.
뉴욕 주지사로 재임기간 동안 그는 인맥과 연줄로 채용된 공직자들, 부패한 공직자들, 무능력한 공직자와 경찰 등을 해임, 파면하고 법인면허세와 공무원 공개 채용 제도를 확립하였다. 그런데 법인면허세와 공무원제도는 플랫의 반발을 사게 됐다. 플랫은 1900년의 공화당 전당대회에서 시어도어의 능력을 인정하는 척 하면서 윌리엄 매킨리 대통령의 러닝메이트로 만들어 그를 뉴욕주를 떠나게 만들었다.

### 부통령 시절
1900년의 대통령, 부통령 선거에서 공화당 후보로 입후보, 시어도어와 매킨리의 선거 유세는 시어도어의 무훈과 명망으로 승리를 거두었다. 그러나 시어도어는 아무런 실권이 없는 부통령직을 별로 반가워하지 않았다. 1901년 9월 14일 대통령 매킨리가 암살되자 권력을 승계하여 제26대 대통령이 되었다. 그는 취임 당시 42세로, 미국 역대 최연소 대통령이 되었다.

### 대통령 시절

#### 대통령 취임 초기

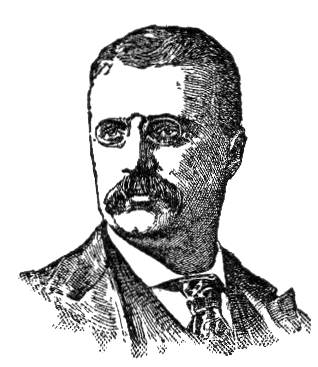
시어도어 루스벨트의 캐릭터

매킨리 대통령과 같은 고향 출신인 어느 정신질환자 20대 청년이 시어도어가 대통령 자리를 노리고 매킨리를 암살했다며, 뉴욕 시에서 취임 초기 정견 발표를 하던 그에게 권총 총격을 가하는 일이 벌어졌다. 시어도어의 목에 걸려 있던 십자가 목걸이와 두툼한 연설 뭉치, 두껍게 끼어 입은 옷 덕에 총탄은 그의 피부에 박히게 되었다. 화가 난 시어도어는 자신은 결백하다며 피를 흘리면서도 연설을 마치고 내려왔다.
한편 공화당 당내에서도 그의 정책에 대한 우려가 심했고, 기존정책에 변화가 없을 것이라는 시어도어는 거듭 설명했다. 그러나 한편으로 시어도어는 백악관에는 새로운 생활양식을 도입하고 대중에게 개방하였으며 카우보이, 프로 권투선수, 탐험가, 저명한 예술가들이 손님으로 초대되었고 대학교와 대학원을 갓 졸업한 패기에 찬 젊은이들이 정부요직과 실무직에 임명되었다.
그는 자신이 우연히 운으로 대통령이 되었다는 것을 항상 의식하고 있었다. 그의 목적은 곧 1904년의 대통령선거에 당선되는 것이었다. 감각이 뛰어났고 영민했던 그는 비록 윌리엄 제닝스 브라이언이 1896년의 대통령 선거에서는 패배했지만 당시 대중들은 트러스트 등 소수기업 독과점의 규제, 철도 등의 통제, 수입 관세의 삭감 등 윌리엄 브라이언의 요구에 깊이 공감하고 있다는 점과, 당시 상하 양원을 장악하고 있는 공화당 의원들이 이러한 개혁에 적극 반대하고 있다는 점을 알아차리게 된다. 시어도어는 새로운 법령의 제정보다는 인사 영입과 행정력을 통해 개혁을 추진하기로 결심한다.
한편 백악관은 그의 재직 중 정식 명칭이 되었다. 그 전까지는 대통령 집무실 정도로 불리는 것이 보통이었고 백악관은 별칭이었다. 1800년 제2대 대통령 존 애덤스 때 완성돼 1814년 영국과의 전쟁에서 소실됐다가 재건 후 외벽을 하얗게 칠한데서 백악관이라는 명칭이 생겼는데 제26대 대통령인 시어도어 루스벨트 때 정식명칭이 됐다.

#### 재벌, 독과점 억제 정책
1902년 석탄 스트라이크를 조정하여, 물가와 산업 분야에 대해 정부가 적극, 개입 간섭하는 선례를 만들고, 공화당 내 폭로파(Muckrakers)와 협력하여 당내 쇄신과 정국 쇄신을 단행하였다.
1902년 시어도어 루스벨트는 석탄 스트라이크를 시작으로 3가지 행정 조치를 강행하였다. 그는 미국내 여러 주에 걸쳐서 활동하며 주 법에서 다소 자유로웠던 무역회사들과 대기업들에 대하여 회계감사권을 행사하는 연방정부 법인국(法人局)의 설립안을 제출하여 통과시켰다. 그러나 이처럼 미미한 조치까지도 재벌, 지주들은 물론이고 강경파 공화당원들의 반발을 사자 결국 더 이상의 규제조치는 없을 것이라고 약속하여 의안을 통과시켰다.
그러나 시어도어는 약속에 개의치 않고 규제와 국가 개입 등의 행정조치를 확대시켜 나갔으며, 1902년 2월 18일 노던주식회사를 연방 법원에 고발하면서 거의 잊혀져가고 있던 셔먼 독점금지법을 부활시켰다. 이후 7년 동안 미국 국내의 산업분야를 독과점하던 43개 독점 기업을 제소했던 시어도어는 '트러스트 파괴자'라는 별명을 얻게 된다. 동시에 그를 탐탁치 않게 생각하는 것은 뉴욕주 공화당 외에도 전 지역의 공화당으로 확산되었다. 그는 당내에 엄청난 적을 만들면서도 자신의 주장을 굽히지 않는다.
동시에 그는 각 주별로 주제 통상위원회(州際通商委員會)를 강화하여 담합, 독과점 행위에 대한 대대적인 단속을 하게끔 한다.

#### 노조와 기업을 동시에 억제
1902년 하순부터 무연탄 공장 노조의 파업이 심화되었고 연방 전체의 사회적 이슈가 되었다. 시어도어는 이것이 국민 전체가 추위에 시달릴 우려가 생긴다고 보고 국내 무연탄 공장 자본가와 경영자, 연탄공장 노동조합 대표자들을 모두 백악관으로 호출, 불러들였다. 한편 자본가와 경영자 등 사측과 노동조합 측이 백악관에서도 심한 논쟁을 벌이자 시어도어는 광공업의 정상화를 위하여 군대와 경찰의 투입까지도 불사하겠다는 의지를 밝혔고, 그는 적정선의 임금인상이 반영된 조정안에 대한 합의를 강요하여 합의하게 했다.
한편 그는 동시에 노조측의 불평불만사항을 일부 참고해 두었다가 노동권의 확대를 꾀하였다. 이는 통치기능확보와 사유재산 보호의 경우를 제외하면 연방정부가 노동쟁의에 직접 나선 일은 일찍이 없었던 일이라는 공화당 내 반발과 반대에 직면하였다. 그러나 시어도어는 대기업을 위축시키고 간접적으로 노동자를 지원하는 일련의 조치를 취하고 이를 '공평정책'(公平政策, Square Deal)이라고 이름지어 발표하였다. 한편으로 노동조합의 폭력적인 파업에 대해서는 엄격한 처벌, 단속을 천명하고 그대로 밀고 나갔다. 한편 시어도어가 발표한 공평정책은 곧 공익과 사회 안정을 위해 정부가 노사분규에 적극적으로 개입할 수 있는 근거를 마련하였다.

#### 열강개입 차단 및 남아메리카 경제 개입 정책
외교정책에 있어서 "부드럽게 말하며 큰 막대기를 드는 것"이라고 늘 강조하였다. 1903년 콜롬비아가 가지고 있던 파나마 운하 지대를 획득할 때 대(大) 곤봉 정책(big-stick diplomacy)을 펼쳤다. 1906년 쿠바의 임시정부를 세울 때에도 이같은 정책을 펼쳤다.
1904년 시어도어의 첫 번째 임기 막판에 유럽 열강이 베네수엘라에 2회, 그리고 도미니카 공화국에 1회 내정간섭을 하겠다고 위협했다. 이는 유럽 열강이 자국민의 채권을 보호하기 위한 것으로 판단했고, 내정간섭 끝에 전쟁이 벌어질 것을 예상한 시어도어는 미 국방성 장관 엘리후 루트와 안보 분야 전문가들을 비밀리에 소집하여 토의 끝에 엘리후 루트와 시어도어는 함께 1904년 정책성명을 함께 짓기 시작했다. 이는 '루스벨트의 먼로주의 수정안'으로 알려지게 되었다. 수정안의 내용은, 남아메리카 내 후진국의 내정 문제에서 비(非) 아메리카인의 개입을 금지하고, 한편 미국이 해당 지역, 국가의 치안을 보장하고 이들 나라에 의한 국제조약의 준수, 해당 국가내 유럽 각 국민의 생명과 재산의 보호를 책임지겠다는 것이었다.
1905년 그의 먼로주의 수정안은 실제로 구속력을 발휘하기 시작했다. 1905년 초부터 시어도어는 상원과 하원의 동의없이 도미니카 공화국 정부에 압력을 넣어 미국인 전문 경영인을 정부의 경제고문으로 임명하도록 했으며, 이 때 각 정부의 경제고문은 곧 남아메리카 정부의 재정, 경제감독이 되었다. 한편 그는 파나마 혁명을 자극하는 데에 일정부분 영향력을 행사하였다. 이 혁명으로 미국은 운하지구를 확실히 장악했고 1904년의 대통령 선거가 시작되기 전에 운하의 건설을 시작할 수 있었다.

#### 태평양 정책

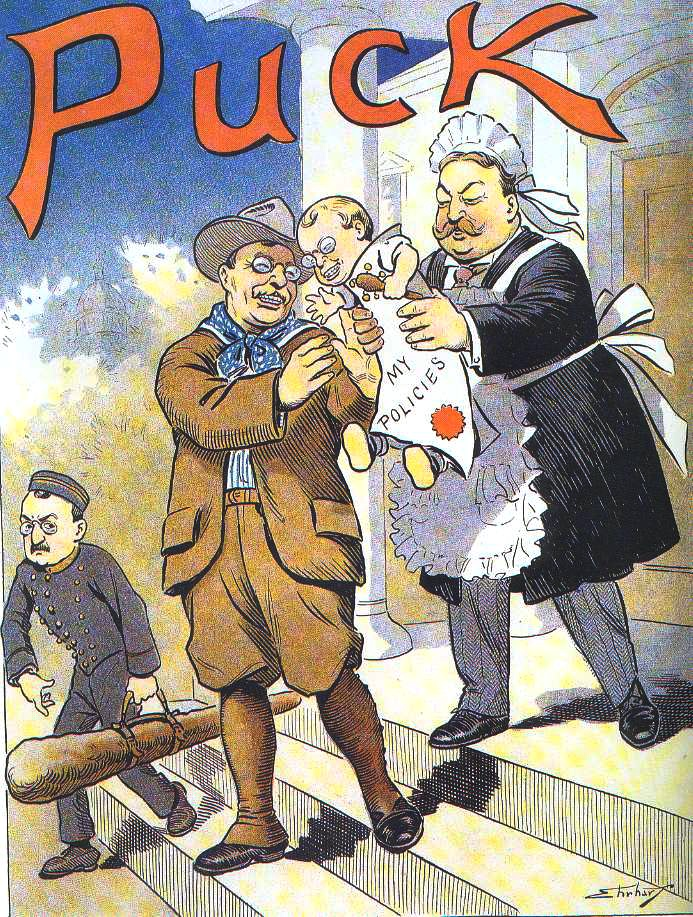
그의 대 곤봉 정책과 대 일본 정책을 풍자한 1909년의 어느 만화

1903년부터 시어도어는 태평양 지역에 대한 평화로운 지배를 발표하였으나 일본의 꾸준한 세력증대로 말미암아 그의 이러한 판단은 바뀌게 되었다. 그는 일본과의 전쟁을 불사할 계획이었으나 1905년 일본이 러일전쟁에서 승리한 이후 다소 일본을 부담스럽게 여겨 포츠머스 회담을 주선하여 양국의 중재에 나선 루스벨트의 의도는 동아시아의 세력균형을 통하여 미국의 국익의 도모를 추진했다. 한편 1905년 7월 측근인사인 윌리엄 하워드 태프트를 보내 일본과 태프트-가쓰라 밀약을 체결하고 만주와 조선에서의 일본의 우위를 인정하는 대가로 필리핀에서의 권리를 상호 인정하게 했다. 동시에 양쪽 문제에 대한 불개입을 확약받았다.
1905년 11월에 을사늑약이 체결되자 고종은 그 부당성과 불법성을 알리고 1882년에 체결된 조미수호통상조약에 근거하여 미국의 도움을 요청했다. 고종으로부터 특사로 임명받은 미국인 호머 헐버트는 고종의 친서를 루즈벨트에게 전달하여 했으나 루즈벨트는 조선에서 온 특사와의 만남을 회피하였다. 힘의 논리에 충실한 루즈벨트의 결정으로 이는 국가간에 체결한 조약을 정면으로 져버린 무책임한 행위였다.
미국내 반일 감정은 점차 거세졌고 일본의 타이완, 조선에서의 영향력에 대한 미국내 지식인들의 반발에 봉착했다. 1907년 시어도어는 캘리포니아주에서 벌어진 반일 시위들을 무마하기 위해 일본과 신사협정(Gentleman's Agreement)을 체결했고 일본인들의 미국 이민을 제한했다. 한편 그 해에 다시 다카히라-루트 협정을 체결하여 일본에게 만주와 조선에서의 일본의 우위를 인정하는 대신, 미국의 필리핀에서의 권리를 재확인했다.

#### 재선의 성공

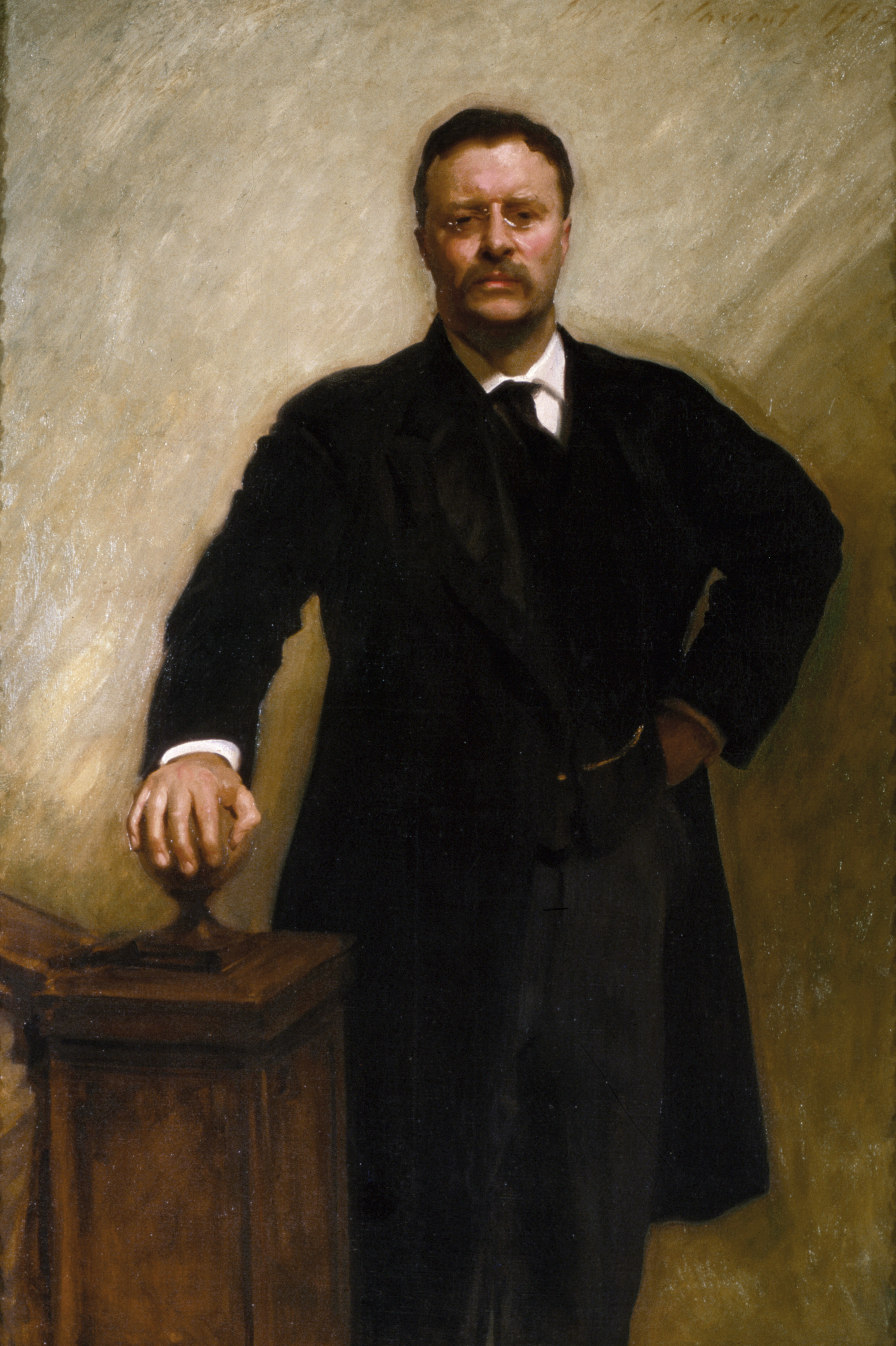
공식 초상화

그는 40대 초반의 젊은 대통령답게 트러스트로 통해서 진출하는 존 피어폰 모건, 앤드루 카네기 등이 지휘하는 대기업의 세력을 셔먼 독점금지법으로 견제하여 미국에 사회주의와 공산주의가 뿌리내리지 못하도록 하였으며, 그 인기로 1904년 대통령 선거에서 민주당 후보인 앨턴 파커를 누르고 재선에 성공하였다. 재선 직후 루스벨트는 의회에 주간 철도운임을 규제할 수 있는 실질적인 권한을 요구했다. 1906년에는 '헵번 법'을 제정, 주간 통상규제위원회(ICC)에 최고운임 설정기능을 부여하여 철도 운임 요금을 조절하게 하였다.
국내적으로는 어려운 경제·노동 문제 해결에 힘썼으며, 외교면에 있어서는 중남미의 적극적 진출, 극동에의 문호 개방 정책을 계승하고, 베네수엘라 문제, 카리브해 문제, 파나마 운하 건설 등에 강경 정책을 추진하였고 일본의 한국 점령을 묵인 하였다. 1905년부터 시작되는 2기 임기 때에는 1905년 러일전쟁이 끝나자 포츠머스에서 강화조약(포츠머스 조약)을 주선하고 모로코 문제의 해결을 알선하여, 1906년 노벨 평화상을 받았다. 저서로 《미국과 세계 전쟁》 등이 있다.
한편 그 해부터 알래스카-캐나다 간의 국경문제가 불겨져 캐나다와 갈등하였다.

#### 식품의약품 규제법과 개발제한법
1905년 산림청의 권한을 강화함과 동시에 전 지역의 2천여 개의 댐 건설 사업을 전면 백지화하거나 인허가를 취소했다. 1906년 시어도어는 직접 공화당내 소장파 의원들을 설득하여 식품의약규제법을 제정했다. 그러나 상원, 하원의 민주당, 공화당 의원들 대다수가 반대했고 시어도어가 강제로 압력을 행사하여 통과시키고 만다. 후일 식품의약품규제법을 두고 현대 소비자 보호 개념의 기초를 마련했다는 평가도 있다. 이는 후일 쇠고기 검사법령의 근거가 되기도 했다. 한편 그는 급격한 개발로 삼림이 급속히 소멸, 훼손하는데 대해 연방 정부가 15년 동안 잔류토지를 국유림으로 전환시킬 수 있는 권한을 대통령에게 부여할 것을 의회에 요구하여 관철시켰다.
그해에 그는 3명의 전임 대통령 재직 시절에 16백만 헥타르의 토지변경사업이 추진되어 삼림의 파괴가 심하다는 점을 들어 국유림화의 속도를 가속화시켰을 뿐 아니라 법령의 취지를 확대하여 무분별한 개발에 대한 통제, 동시에 석유, 석탄 산지와 공원, 수력발전 용지까지 후세를 위하여 보존하려 했다. 이에 각 지역에서는 반발과 반대가 빗발쳤다. 그러나 토지보호, 자원보호 정책을 강행하여 7,851만 2천 헥타르의 연방소유지가 개발제한구역, 개발금지구역으로 추가 책정되었다. 그밖의 지역은 토지수용을 하거나 연방정부에서 매입하는 정책을 취했다. 이후 미국의 국립공원은 2배로 늘어났고 16개의 관광지와 51개의 야생서식처가 나타났다.

#### 금융공황 사태

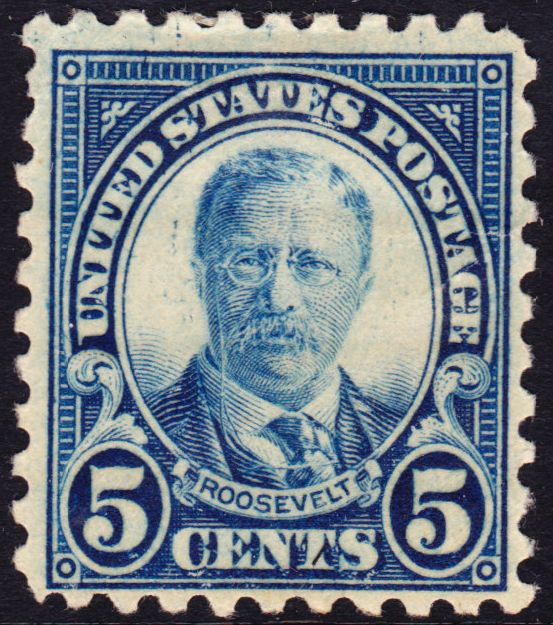
1925년에 발행된 5센트 미국 우표

1907년 경제 악화로 금융공황이 발생한 뒤 시어도어는 상하원의 도전에 직면했다. 이후 그와 양 의회의 관계는 악화일로로 치달았다. 시어도어는 브라운즈빌 폭동에 연루된 흑인들에 대하여 고압적인 자세로 무기형과 징역 10년형 이상의 엄한 징벌을 내렸고 동시에 해당 지역의 행정 공무원들에 대한 전보, 해임, 파면 등의 인사해임조치를 취했다. 또한 비밀정보기관의 재원을 확대하는 정책을 펼치자 양원의 반발에 부딛쳤다. 이에 그는 비밀정보기관의 재원능액을 반대하는 상, 하원 의원들은 뭔가 숨기는 게 있다고 발설했다.
그의 발언과 태도들은 대통령 재직 막판 의회와의 심한 논쟁을 불러일으켰다. 그러나 의회 내에서고 시어도어를 지지하던 공화당 내진보적 파벌이 존재하였다. 이들 소수 당내 개혁파의 지지를 받고 있었고 그의 정책은 그를 지지하던 당내 개혁파와 당내 보수파의 분쟁으로도 발전했다. 한편 보수파는 1907년의 금융공황이 시어도어가 1904년 이후 반자본주의적인 가치관을 갖고, 아무 잘못 없는 기업들을 공격, 기업 활동을 어렵게 만들었기 때문에 벌어진 것이라고 비난했다.
한편 1906년 이후 시어도어는 유럽내 분쟁을 예상하고 중립적인 정책을 선언하였다. 그는 평소 영국과 미국의 이해는 일반적으로 같다고 보았기 때문에 중립을 깨뜨리지 않는 한도 내에서 언제든지 영국을 지원하는 정책을 추진한다. 한편 1906년 모로코 위기로 인한 전쟁발발을 예방하기 위해 알헤시라스 회담이 소집되었을 때 그는 대표단을 파견, 그는 미국 대표들에게 중립 입장을 표현하라는 훈령을 내린다. 즉, 미국의 중립을 지키되, 기존의 영국과 프랑스 간의 화합을 위태롭게 할 수 있는 어떠한 조치도 취하지 말라는 것'이었다.

### 퇴임 후

#### 퇴임 직후와 3선 실패

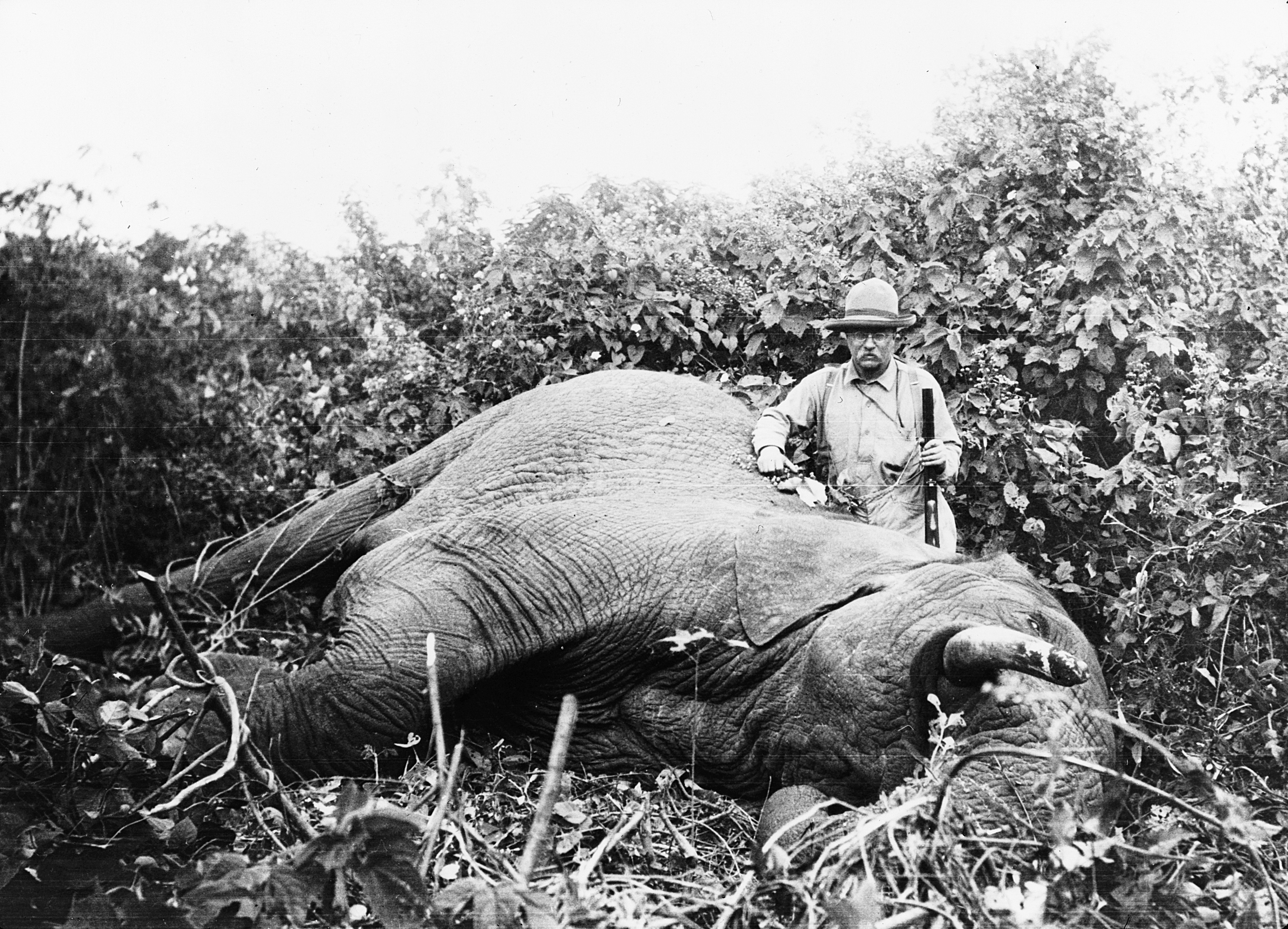
1909년, 아프리카에서 코끼리를 사냥한 시어도어

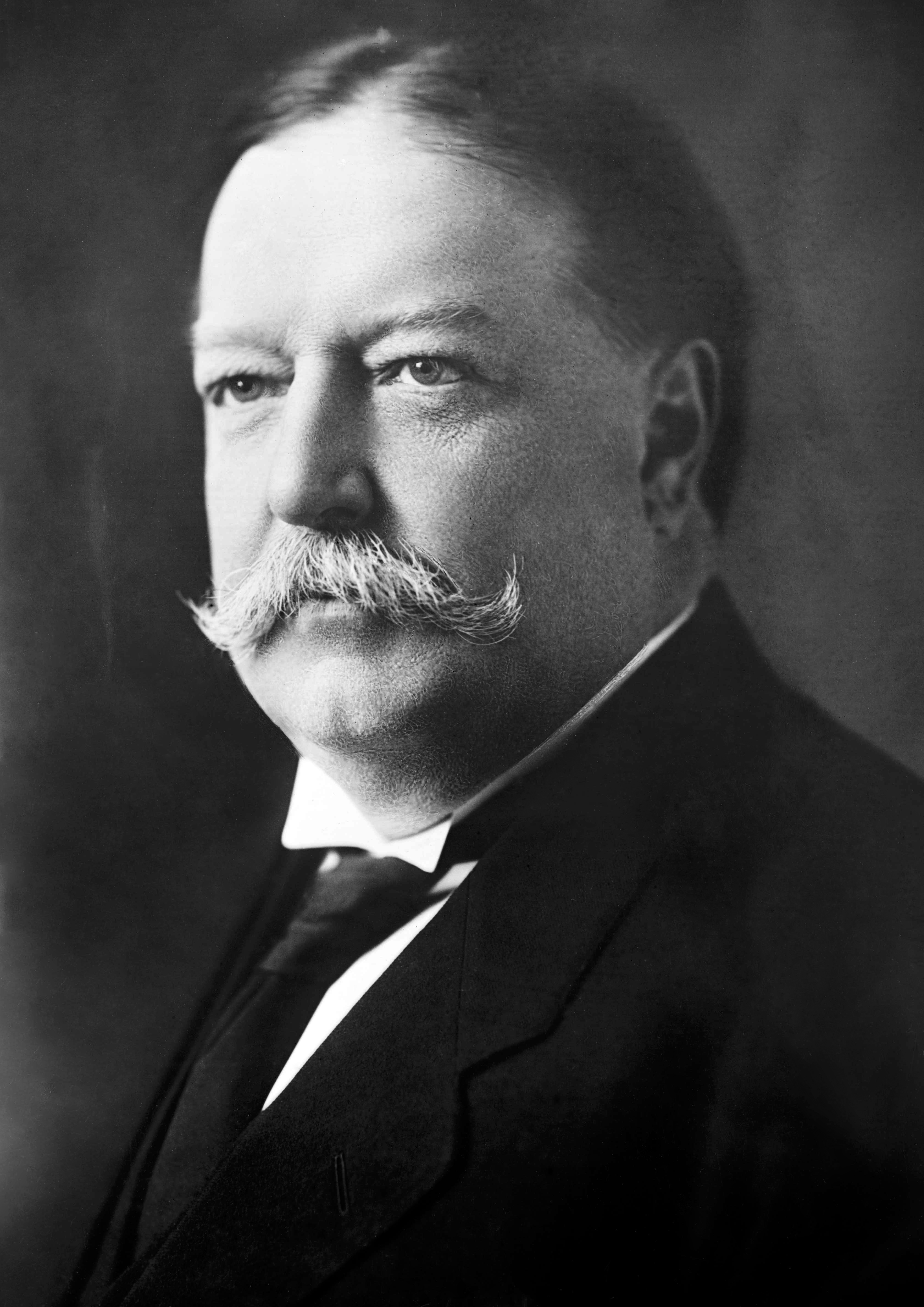
후임자이자 정적이 된 윌리엄 하워드 태프트

한편 미국 국내 출산율이 전반적으로 감소하는 것에 놀란 그는 '인류 자살' 추방운동을 펼치고, 출산 장려 정책을 펼쳤으며 개인주의자와 독신자들에 대한 맹비난, 아마추어 환경 운동가, 환경보호론자들에 대한 비난을 퍼부었으며, 한편 정부간행물 인쇄업자와 관공서에 지시하여 간소화된 영문 철자법을 사용하라고 지시했다. 이러한 그의 발언과 조치들은 연방 전체의 논쟁거리로 발전되었다.
1909년 3월 퇴임과 동시에 10개월 동안 아프리카와 유럽을 여행하고 1910년 1월에 돌아왔다. 그의 임기를 마친 후 그의 최측근이자 친구인 윌리엄 하워드 태프트를 지지하고 그를 당선시키는 데 큰 역할을 했지만 태프트의 정책과 나아가는 방향에 실망감과 태프트와의 갈등때문에 태프트와 충돌해서 루스벨트는 장기간 아프리카 여행에서 돌아온 직후 공화당 내 경선에 뛰어들었지만 태프트에게 패하였다.
하지만 이에 굴복하지 않고 공화당을 탈당하고 진보당을 창당해서 본인이 직접 대통령 후보로 나섰으나 정치 신인이자 민주당 후보인 우드로 윌슨에게 패하였다.

#### 진보당 창당

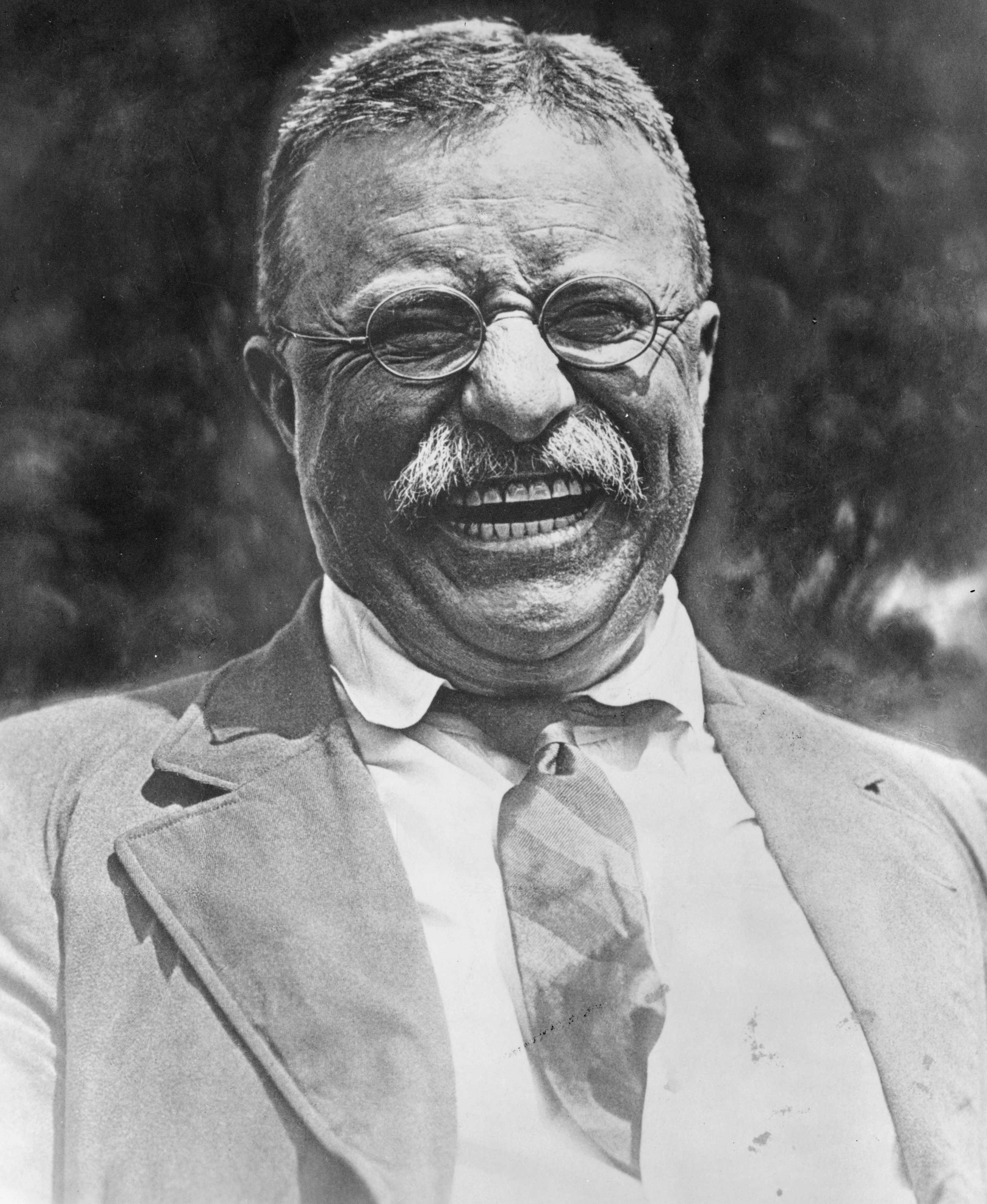
만년의 시어도어

루스벨트는 국가 중심의 경제정책과 산업의 국영화 등의 추진을 함께 해오던 동료들과 함께 태프트 대통령을 지지했고, 나중에도 계속 태프트 대통령을 후원하려 했지만 태프트와의 경제 정책 및 정견의 차이로 결별하고 만다. 1910년 10월 U.S. 스틸에 대한 반트러스트 법의 청원을 태프트 대통령이 허가하자 그와 태프트는 개인적으로 대립하게 되었다. 이때 시어도어가 대통령 재직시에 묵인해주었던 합병을 문제삼으면서 대립은 격화되었다. 개인적인 앙심과 공화당 내의 심화되는 분열로 결국 시어도어는 태프트의 1912년도 공화당 대통령 후보 재지명에 도전했으며, 감정적인 대립은 곧 악의에 찬 공방전과 전당대회 대결로 이어졌다.
루스벨트는 공화당의 대통령 후보지명 획득에 실패하자 진보당을 창당, 조직하고 대통령 후보에 출마하였으나 낙선하였다. 득표 작전에서 그는 개혁적인 제안과 복지 정책의 확대, 고용과 일자리 창출을 약속하였다. 경제학자들의 도움을 얻었지만 그가 직접 감수한 진보당의 정당 강령과 각 주지사, 시장 등의 진보당 후보들의 '신국민주의' 운동은 국가 중심의 강력한 통제에 의한 사회복지 국가를 추구했다. 그러나 대통령 선거인단 투표의 결과는 예상대로 민주당 후보 우드로 윌슨의 압승이었다. 그러나 진보당에서 소수의 몇 안되는 후보들은 하급관직과 지역 의회, 지방 자치단체를 점령했기 때문에 시어도어는 비록 진보당의 생명이 오래가지 못할 것임을 예상하였다. 그러나 그는 캐스팅 보드를 쥐기 위해서 진보당을 존속시켰다.

### 말년

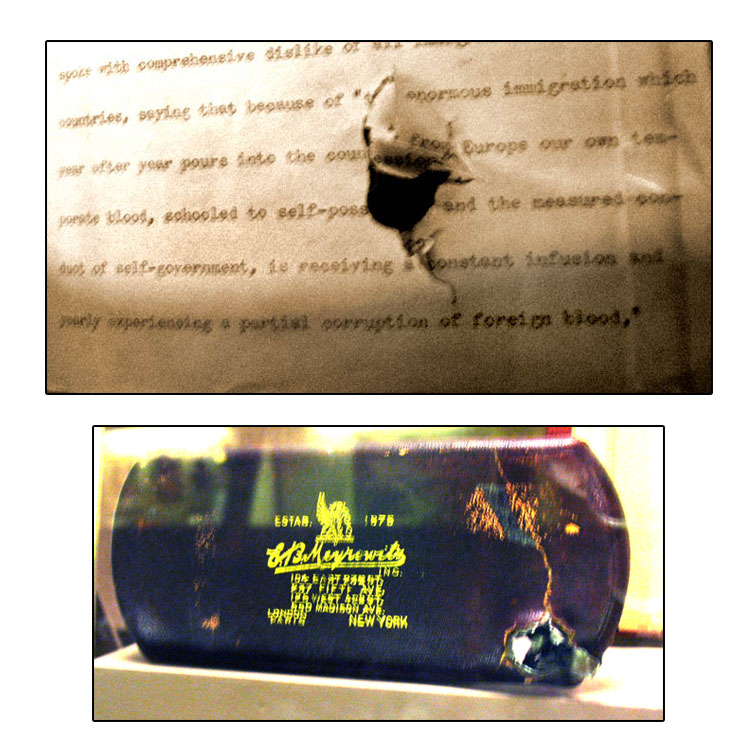
당시의 연설문 뭉치와 깨진 안경집

1912년 선거 운동 중 독일 출신 이민자 존 슈랭크의 총에 맞았으나 주머니에 있던 연설문 종이뭉치와 안경집, 십자가 목걸이 덕에 목숨을 건졌다. 1912년 대통령 선거에서 낙선한 직후 잠시 요양하다가 브라질 밀림을 탐험하고 저술활동을 하면서 시간을 보냈다. 한편 그는 제1차 세계 대전에 세계의 자유와 평화를 위해 미국이 참전해야 함을 역설하였고 직접 자신이 제1차 세계 대전 중 프랑스로 지원병 사단을 이끌고 출전하겠다고 제안하였다. 그러나 그의 제안을 윌슨이 거절, 동시에 맹비판을 가하자 윌슨에 대한 적개심을 품기도 했다. 그 대신 그는 자신의 아들들을 참전시켰다. 그 중 막내아들 쿠엔틴 루스벨트는 프랑스에서 전사했다.
1916년 공화당의 대통령 후보로 지명되기를 간절히 희망하였고 교섭을 추진했지만 실패하였다. 1918년 윌슨이 제1차 세계 대전을 종결시키기 위한 단안으로 국제연맹안을 발표하자 시어도어는 이를 강하게 반대했다. 대통령 재직 시절부터 평화유지를 위한 국제조직을 지지했던 루스벨트는 윌슨의 국제연맹안에는 완강히 반대했다.

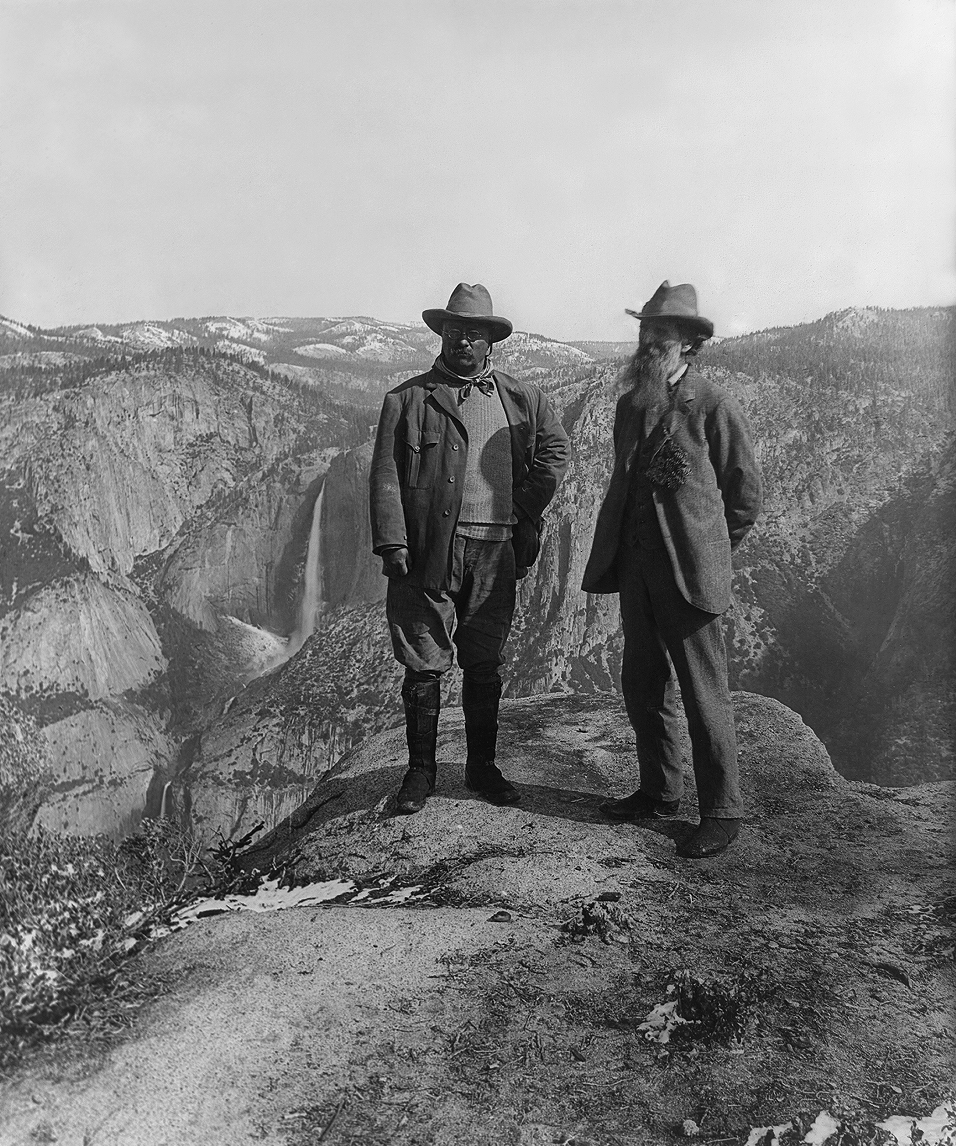
환경론자 존 무어와 함께

1920년 대통령 선거 2년 전인 1918년에 다시 도전하여 러닝메이트로 워런 하딩을 지명하였다. 1918년 10월 건강이 악화되어 병원에 입원했다가 6주만에 퇴원하였으나, 그는 휠체어를 타고 다녀야 했다. 그러나 그는 차기 대통령 선거에 나갈 꿈을 꾸었으며, 집필 활동을 계속했다. 1920년 대통령 선거도 치르기 전인 1919년 1월 6일, 루스벨트는 전날 뉴욕주 오이스터 만 근처 오이스터 베이의 사가모어 힐의 자택에서 몇 편의 글을 쓴 뒤 잠을 자고 있었는데, 다음날 새벽 4:00 ~ 4:15 사이 정맥에서 분리된 응고된 혈액이 폐로 유입됨에 따라 수면중 호흡곤란으로 사망했다. 그가 남긴 마지막 말은 잠들기 전 하인인 제임스에게 "불 좀 꺼 줘 제임스"였다고 한다. 향년 60세

### 사후

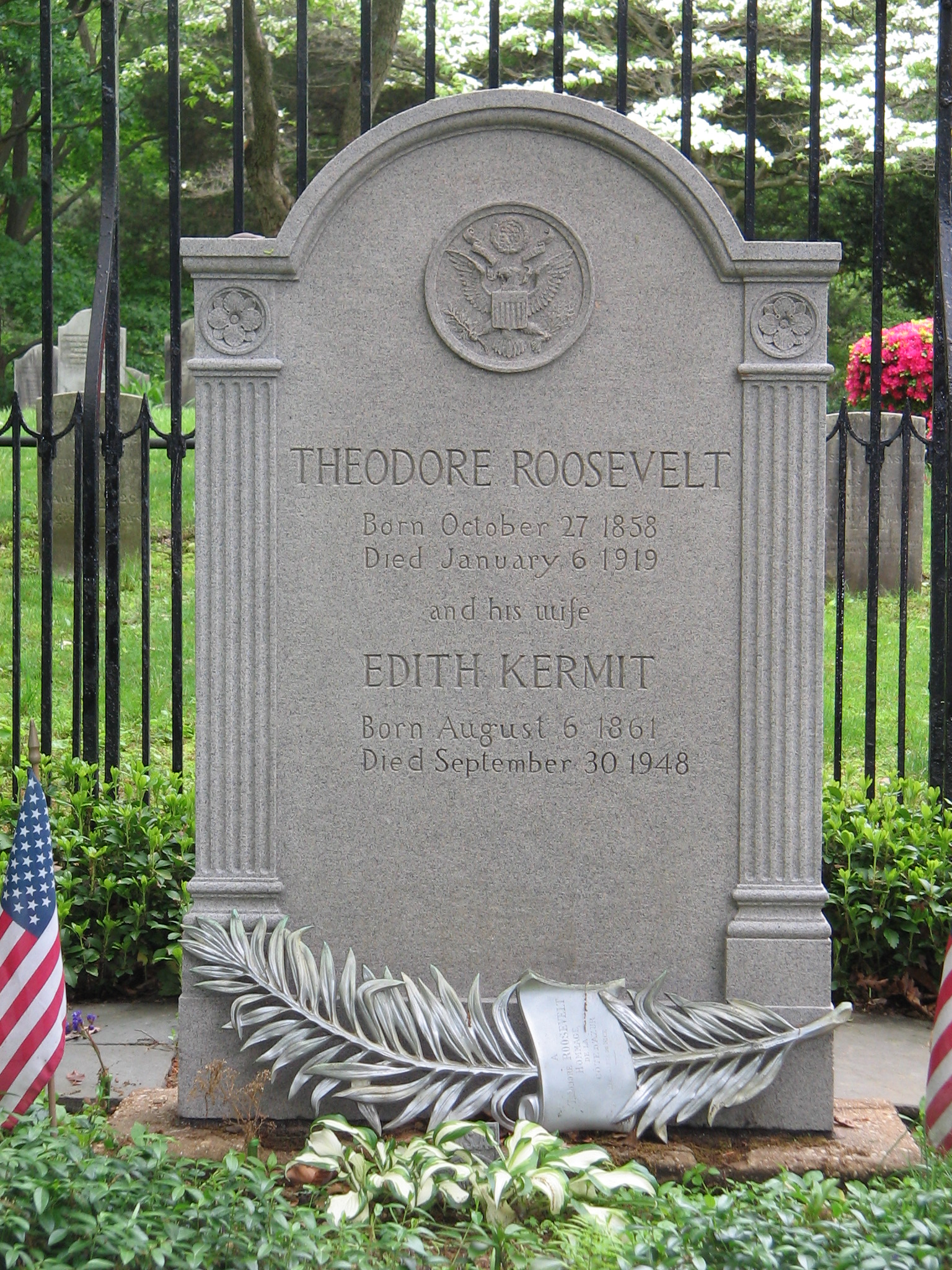
뉴욕 시어도어 루스벨트 기념관 내에 안치된 그의 묘소

미국 뉴욕주의 미국 자연사박물관에는 미국 자연사박물관의 건립에 정책, 자금 면에서 많은 기여를 했다 하여 시어도어 루스벨트의 동상이 박물관 건물 앞에 세워졌다. 동상은 시어도어가 백마를 타고 있고, 인디언 마부가 좌측에서 보좌하는 형상이다.
미국 러시모어 산의 큰 바위 얼굴의 역대 대통령들 기념 석상 조각을 할 때 세 번째로 그의 얼굴이 새겨졌다.

## 저서
- The winning of the west vol. 4 (1896)
- African game trails (1910)
- The new nationalism (1910)

## 업적
- 미국 최초의 국립공원을 세웠다.
- 셔먼 독점금지법을 사용하여 대기업들이 무분별하게 비대해지는 트러스트를 견제함으로써 트러스트의 폐해를 막았다. ‘자본주의가 도를 넘어 거대기업의 횡포조차 감시, 관리하지 못하면 미국에도 공산주의가 뿌리를 내리게 된다’는 것이 그의 지론이었던 것이다.
- 러일전쟁을 종식시킨 공로로 노벨 평화상을 받았는데, 그것은 미국인 중에서 최초이자 미국 대통령 중에서도 최초로 수상한 노벨상이다.
- 미국 뉴욕주의 미국 자연사박물관의 건립에 행정, 자금 등을 전폭적으로 지원하여 성사시켰다.

## 자녀
앨리스 해서웨이 리 루스벨트와의 자녀(1880년 결혼, 1884년 사별)
| 사진 | 이름                   | 생일            | 사망                   | 기타                                             |
| ---- | ---------------------- | --------------- | ---------------------- | ------------------------------------------------ |
|      | 앨리스 루스벨트 롱워스 | 1884년 2월 12일 | 1980년 2월 20일 (96세) | 1905년 대한제국 방문 니콜라스 롱워스와 결혼, 1녀 |

에디스 커밋 케로 루스벨트와의 자녀
| 사진 | 이름                  | 생일             | 사망                    | 기타 |
| ---- | --------------------- | ---------------- | ----------------------- | --- |
|      | 시어도어 루스벨트 3세 | 1887년 9월 13일  | 1944년 7월 12일 (56세)  | 제1차 세계 대전, 제2차 세계 대전 참전 필리핀 총독, 푸에르토리코의 행정관 엘레노어 버틀러 루스벨트와 결혼, 3남 1녀 |
|      | 커밋 루스벨트         | 1889년 10월 10일 | 1943년 6월 4일 (53세)   | 하버드 졸업, 벨 와이트 윌러드와 결혼, 3남 1녀, 2차 대전 중 자살                                                   |
|      | 에델 루스벨트 더비    | 1891년 8월 13일  | 1977년 12월 10일 (86세) | 1차 대전 당시 간호사로 복무, 리처드 더비와 결혼, 1남 3녀                                                          |
|      | 아치발드 루스벨트     | 1894년 4월 10일  | 1979년 10월 13일 (85세) | 1, 2차대전 참전, 은성훈장 수여받음, 그레이스 록워드와 결혼, 1남 3녀                                               |
|      | 쿠엔틴 루스벨트       | 1897년 11월 19일 | 1918년 7월 14일 (23세)  | 제1차 세계 대전 참전 중 프랑스에서 전사                                                                           |

## 기타
시어도어 루스벨트는 항상“신뢰는 실패하고 넘어지면서도 소중한 대의를 위해 열정을 잃지 않고 헌신적으로 일하는 사람에게서만이 나온다. 그는 결국 승리할 것을 확신하고 실패를 딛고 다시 일어선다. 그는 결코 승리도, 실패도 모르는 차갑고 소심한 영혼들과는 함께하지 않는다.”고 하였다.
루스벨트는 테디(Teddy)라는 애칭으로도 불렸는데(본인은 아주 부정), 이와 관련한 일화가 있다. 1902년 미시시피주로 곰 사냥을 간 루즈벨트 대통령이 사냥에서 곰을 한 마리도 잡지 못하자 보좌관들이 새끼 곰을 산 채로 잡아다 주고 사냥한 것처럼 총을 쏘라고 하였지만 대통령이 거절하였다는 일화가 시작이다. 이 사실을 클리퍼드 베리먼이라는 기자가 워싱턴포스트에 보도하자, 뉴욕 브루클린의 장난감 가게 주인 모리스 미첨이 진열대에 전시한 인형에 테디라는 이름을 붙였다. 이것이 바로 테디베어의 유래라고 한다.
1903년 리차드 슈타이프가 테디 베어를 고안, 테오도르 루스벨트 대통령의 애칭 '테디'를 따서 이름 붙였다.

### 대한제국
루스벨트 대통령은 1905년 세계의 수많은 국가들과의 외교관계를 더욱 활발하게 위해서 각 국가에 정부의 각 유명인사들과 장교급 군인들을 파견했는데, 그중 루스벨트의 딸인 앨리스 루스벨트를 대한제국에 정부 유명인사 10인, 그리고 앨리스 루스벨트의 약혼자와 함께 보냈다. 당시 앨리스 루스벨트는 미국의 공주라고 불릴 정도로 매우 유명했다. 고종과 순종은 미국의 최고지도자의 딸이 자국을 방문하는 것은 분명 큰 외교적인 일을 염두에 두고 있다는 것으로 판단하였고 만반의 준비를 갖추고 그녀를 국빈의 신분으로 모시기로 하였다. 그런데 그녀는 명성황후의 능인 홍릉에 와서 같이 온 인사들과 약혼자와 함께 무덤의 말 석물에 올라타는 실수를 하고 말았다.
한편 고종의 밀사로 파견된 이승만은 그에게 고종의 친서를 전달하려 하였으나 그의 최측근이자 친구인 윌리엄 태프트는 태프트-가쓰라 밀약을 통해 일본의 정책을 지지하였다. 당시 루즈벨트의 조선에 대한 생각은 1905년 언론인 G. 케난에 보낸 편지에 여실히 드러나 있다.
| “ | 나는 당신이 잡지에 기고한 기사가 아주 마음에 든다. 조선인은 본래 일본인 또는 중국인과 같은 수준에서 사물을 파악할 능력이 없다. 만약 사물에 제대로 보는 자가 있다고 하더라도 부패했기 때문에 자력으로 훌륭한 사회를 만들고 지켜 나갈 수 없다. 조선인이 갖고 있는 인종적 결함과 낡고 뒤떨어진 정치·사회제도 탓에 외부로부터의 힘에 의존하지 않고는 후진 상태를 벗어나기 어렵다. 조선이란 극동의 모든 나라에서, 아니 이 세상에서 가장 부패하고 무능한 정부의 나라이며, 한민족은 가장 문명이 뒤진 미개한 인종이다. 조선인은 자치에 전적으로 적합하지 않다. 반면 일본은 입헌정치의 나라이며 일본 민중은 지성과 활력, 활기에 넘치는 문명 국민이다.' 조선은 일본의 것이다. 조선의 독립은 확실히 조약에 의해 엄숙히 약속되고 있었다. 그러나 조선은 스스로가 그 조약을 이행하기에는 무력했다. 그럼에도 불구하고 이해관계를 갖지 않는 다른 나라가 자기를 희생해서, 조선 자신이 할 수 없었던 것을 조선을 위해서 감히 행동할 것이다고는 아무리해도 생각할 수 없는 것 아닌가. 또한 그 조약은 조선이 훌륭히 자치할 수 있다고 하는 잘못된 전제에 입각한 것이었다. | ” |

## 역대 선거 결과
| 선거명      | 직책명        | 대수 | 정당   | 득표율 | 득표수 (선거인단)   | 결과 | 당락               |
| ----------- | ------------- | ---- | ------ | ------ | ------------------- | ---- | ------------------ |
| 1886년 선거 | 뉴욕 시장     | 87대 | 공화당 | 27.52% | 60,435표            | 3위  | 낙선               |
| 1898년 선거 | 뉴욕 주지사   | 33대 | 공화당 | 49.02% | 661,707표           | 1위  | 뉴욕 주지사 당선   |
| 1900년 선거 | 미국의 부통령 | 25대 | 공화당 | 51.67% | 7,218,039표 (292명) | 1위  | 미국의 부통령 당선 |
| 1904년 선거 | 미국의 대통령 | 26대 | 공화당 | 56.41% | 7,626,593표 (336명) | 1위  |                    |
| 1912년 선거 | 미국의 대통령 | 28대 | 진보당 | 27.39% | 4,119,207표 (88명)  | 2위  | 낙선               |
| 1916년 선거 | 미국의 대통령 | 28대 | 진보당 | 0.19%  | 35,234표 (0명)      | 5위  | 낙선(실제 불출마)  |

## 같이 보기
- 테디 베어
- 미국-스페인 전쟁
- 테디베어
- 트라스트법

## 참고 자료
- 헨리 J. 헨드릭스, 《시어도어 루스벨트의 해군 외교- 미 해군과 미국 세기의 탄생》 (조학제 번역, 한국해양전략연구소, 2010)
- 신진보연대, 《신진보리포트 2006년 봄호》 (신진보연대, 2006)
- 경희대학교 비교문화연구소, 《비교문화연구 25권》 (경희대학교 비교문화연구소, 2011)
- 폴 레이 저, 《세상을 바꾸는 문화 창조자들》 (임정재 역, 한스컨텐츠, 2006)